# Feng Guixin
Feng Guixin (en chino: 冯桂鑫; 11 de febrero de 1982) es una deportista china que compitió en remo. Ganó una medalla de bronce en el Campeonato Mundial de Remo de 2007, en la prueba de cuatro scull.

## Palmarés internacional
| Campeonato Mundial | Campeonato Mundial | Campeonato Mundial | Campeonato Mundial |
| Año                | Lugar              | Medalla            | Prueba             |
| ------------------ | ------------------ | ------------------ | ------------------ |
| 2007               | Múnich (Alemania)  | Medalla de bronce  | Cuatro scull       |